# Ekvádorská vlajka

Ekvádorská vlajka
Poměr stran: 2:3

Ekvádorská národní vlajka
Poměr stran: 2:3

Vlajka Ekvádoru byla přijata 26. září 1860. Tvoří ji tři vodorovné pruhy – žlutý, modrý a červený – v poměru šířek 2:1:1, poměr stran listu vlajky je 2:3 (do listopadu 2009 byl poměr stran 1:2).
Žlutá a červená barva vlajky odkazují na španělskou vlajku,
žlutá barva (dle současného výkladu) symbolizuje bohatství země, svit slunce a obilná pole; modrá barva oblohu, vodstvo oceánu a řek; červená barva krev bojovníků za svobodu.
Zákonem Registro Oficial č. 1272 bylo dne 5. prosince 1900 stanoveno, že národní vlajka pro civilní použití bude bez státního znaku, zatímco na státní vlajce bude znak umístěn. V praxi se však lze běžně setkat s civilním užitím státní vlajky.
Ekvádorská vlajka je podobná venezuelské a kolumbijské vlajce, neboť všechny tři navazují na vlajku Velké Kolumbie. Na mezinárodní úrovni se užívá státní vlajka, aby se předešlo záměně s vlajkou Kolumbie (ekvádorská národní vlajka je shodná s vlajkou kolumbijskou).

Rozměry ekvádorské vlajky
Vlajka ekvádorského prezidenta Poměr stran: 1:1
Ekvádorská lodní vlajka (Naval Jack) Poměr stran: 2:3
Ekvádorský znak

## Historie
Dnešní území Ekvádoru dobyli koncem 15. století Inkové. Roku 1532 dobyli Inckou říši Španělé a roku 1533 ovládli i území dnešního Ekvádoru. 29. srpna 1563 byla založena v Quitu audiencie a území připojeno k Místokrálovství Peru. V letech 1717–1724 bylo území součástí Místokrálovství Nová Granada, poté znovu součástí Místokrálovství Peru a od roku 1739 opětovně Místokrálovství Nová Granada. Prvními vlajkami užívanými na území dnešního Ekvádoru byly vlajky španělské (užívání inckých vlajek je nejasné).
10. srpna 1809 byla v Quitu ustanovena revoluční junta, vyhlášena nezávislost a vztyčena první národní vlajka: celočervený list o poměru asi 1:2. Podle jiných pramenů byl na vlajce bílý Ondřejský kříž a vlajka měla poměr 2:3. Hnutí za nezávislost bylo po roce potlačeno a užívány byly opět pouze španělské vlajky.
9. října 1820 byla pod vedením básníka Josého Joaquina de Olmeda vyhlášena Svobodná provincie Guayaquil. Vlajka tohoto státního útvaru byl list s pěti horizontálními pruhy, střídavě třemi modrými a dvěma bílými. V prostředním, modrém pruhu byly uprostřed každé třetiny vlajky po jedné bílé pěticípé hvězdě, které symbolizovaly města Cuenca, Guayaquil a Quito. Poměr stran je nejčastěji uváděn jako 2:3. (v různý zdrojích se liší odstín modré a poloha hvězd).
29. května 1822 došlo po osvobozeneckých bojích Simóna Bolívara k připojení Cuency a Quita ke konfederaci Velká Kolumbie, a 22. června byla nejvyšší juntou schválena nová vlajka Svobodné provincie Guayaquil, kterou navrhl znovu José Joaquin de Olmedo. Vlajka (se zachovaným poměrem stran asi 2:3) byla tvořena bílým listem s modrým karé v horním rohu, v němž byla umístěna bílá, pěticípá hvězda. Vlajka (odstín se v různých zdrojích znovu liší) byla užívána pouze do 31. července. Toho dne byl k Velké Kolumbii připojen i zbytek území Ekvádoru a ve vzniklém departementu Jižní Kolumbie se začala užívat vlajka Velké Kolumbie (v různých variantách dle zdroje).
11. května 1830 byl vyhlášen nezávislý Stát Jižní Kolumbie, ke změně vlajky ale došlo až 19. srpna, kdy byl znak Velké Kolumbie nahrazen znakem novým. V novém znaku se objevil černý nápis EL ECUADOR EN COLOMBIA ale až 22. září byla země oficiálně přejmenována na Stát Ekvádor (ecuador znamená ve španělštině rovník).

Španělská vlajka Ekvádoru (1785–1820/22) Poměr stran: 2:3
Revoluční ekvádorská vlajka (1809–1810) Poměr stran: 2:3
Vlajka Svobodné provincie Guayaquil (1820–1822) Poměr stran: 2:3
Vlajka Svobodné provincie Guayaquil (1822) Poměr stran: 2:3
Vlajka Velké Kolumbie v Ekvádoru (1822–1830) Poměr stran: 2:3
Ekvádorská vlajka (1830–1835) Poměr stran: 2:3

Po revoluci a svržení prezidenta Florese, přijala 6. března 1845 prozatímní ekvádorská vláda novou státní vlajku. Ta sestávala ze tří vertikálních pruhů: bílého, modrého a bílého. V prostředním modrém pruhu byla trojice bílých pěticípých hvězd. Již 6. listopadu byl národním konventem počet hvězd změněn na sedm, aby odpovídal počtu provincií. Rozmístění hvězd a odstín modré nebyly zřejmě přesně definovány, používalo se proto několik variant vlajky. Tyto vlajky byly označovány jako vlajky národní, státní vlajka měla pod hvězdami nový státní znak.

Ekvádorská vlajka (1845) Poměr stran: 2:3
Ekvádorská vlajka (1845–1860) Poměr stran: 2:3
Ekvádorská vlajka (1845–1860), další varianta Poměr stran: 2:3
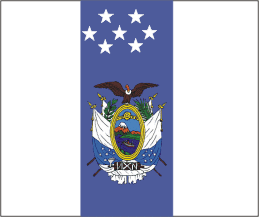
Ekvádorská státní vlajka (1845–1860) Poměr stran: 2:3

26. září 1860 byl, na základě požadavků části obyvatelstva po povstání v provinciích Guayaquil a Cuenca, přijat vládou dekret o změně vlajky. Státní vlajka měla tři vodorovné pruhy: žlutý, modrý a červený se šířkami v poměru 2:1:1, poměrem stran 1:2 a došlo též ke změně znaku. 26. listopadu 1861 byla v sousední Kolumbii přijata téměř shodná vlajka, lišící se pouze poměrem stran (2:3). Proto byla, kvůli častým záměnám, na základě zákona č. 1272 z 5. prosince 1900 ekvádorská státní vlajka upravena přidáním státního znaku doprostřed vlajky (není obrázek). Oficiální vyobrazení státního znaku bylo vytvořeno až v roce 1916 (autorem byl Pedro Pablo Traversari Salazar). Poslední drobná úprava znaku byla provedena v roce 2003, kdy byla barva lodi změněna z šedé na žluto–modro–červenou. (není obrázek)
V listopadu 2009 byl poměr stran ekvádorské vlajky změněn z 1:2 na 2:3.

Kolumbijská vlajka Poměr stran: 2:3 Ekvádorská vlajka (1860–1900) Poměr stran: 1:2

## Den vlajky
Den vlajky (jeden z ekvádorských státních svátků) se slaví 26. září. Připomíná přijetí dekretu o změně státní vlajky ekvádorskou vládou v roce 1860. Vlajka byla v roce 1900 upravena přidáním státního znaku (z důvodu možné záměny s kolumbijskou vlajkou, přijatou v roce 1861).

## Vlajky ekvádorských provincií

Provincie Ekvádoru

Ekvádor se dělí na 24 provincií, všechny užívají vlastní vlajku. V tabulce jsou uvedeny i poměry stran, ale dle jiného zdroje mají všechny poměr stran 1:2, kromě provincií Santa Elena (20) a Santo Domingo de los Tsáchilas (21) – ty mají poměr 2:3.
| Mapa | Vlajka | Poměr stran | Provincie                           |
| ---- | ------ | ----------- | ----------------------------------- |
|      |        | 10:17       | Azuay (1)                           |
|      |        | 10:17       | Bolívar (2)                         |
|      |        | 2:3         | Cañar (3)                           |
|      |        | 2:3         | Carchi (4)                          |
|      |        | 10:17       | Chimborazo (5)                      |
|      |        | 10:17       | Cotopaxi (6)                        |
|      |        | 10:17       | El Oro (7)                          |
|      |        | 10:17       | Esmeraldas (8)                      |
|      |        | 2:3         | Guayas (10)                         |
|      |        | 2:3         | Imbabura (11)                       |
|      |        | 2:3         | Loja (12)                           |
|      |        | 2:3         | Los Ríos (13)                       |
|      |        | 1:2         | Manabí (14)                         |
|      |        | 10:17       | Morona Santiago (15)                |
|      |        | 2:3         | Napo (16)                           |
|      |        | 2:3         | Orellana (17)                       |
|      |        | 10:17       | Pastaza (18)                        |
|      |        | 1:2         | Pichincha (19)                      |
|      |        | 3:4         | Santa Elena (20)                    |
|      |        | 5:7         | Santo Domingo de los Tsáchilas (21) |
|      |        | 2:3         | Sucumbíos (22)                      |
|      |        | 2:3         | Tungurahua (23)                     |
|      |        | 2:3         | Zamora Chinchipe (24)               |
|      |        | 1:2         | Galápagos (9)                       |